# リチャード・ラムリー＝サンダーソン (第4代スカーバラ伯爵)
第4代スカーバラ伯爵リチャード・ラムリー＝サンダーソン（英語: Richard Lumley-Saunderson, 4th Earl of Scarbrough PC、1725年5月 – 1782年5月12日）は、グレートブリテン王国の廷臣、イングランド貴族。王室金庫長官（在任：1765年 – 1766年）、副軍務伯（在任：1765年 – 1777年）を歴任した。1752年までラムリー子爵の儀礼称号を使用した。

## 生涯
第3代スカーバラ伯爵トマス・ラムリー＝サンダーソンと妻フランシス（Frances、旧姓ハミルトン（Hamilton）、1772年12月27日没、初代オークニー伯爵ジョージ・ハミルトンの次女）の息子として、1725年5月に生まれた。1748年春、ケンブリッジ大学キングス・カレッジに入学した。
1752年3月15日に父が死去すると、スカーバラ伯爵位を継承した。庶民院の選挙区ではリンカーン選挙区への影響力があり、1754年イギリス総選挙でジョン・チャップリン（John Chaplin）を、1761年イギリス総選挙でコニングスビー・シブソープ（Coningsby Sibthorp）を、1774年イギリス総選挙で長男ジョージ・オーガスタを当選させた。しかし、スカーバラ伯爵家の影響力は決定的ではなく、1780年イギリス総選挙では同じく有力者であるモンソン男爵家と手を組んだことが反発を招き、ジョージ・オーガスタが落選するという結果になった。
1765年7月12日に枢密顧問官に任命された。同日に王室金庫長官に任命され、1766年12月10日までに退任した。1765年10月から1777年9月まで副軍務伯を務めた。
1782年5月12日にメイフェアのサウス・オードリー・ストリートで死去、リンカンシャーのサクシルビーで埋葬された。息子ジョージ・オーガスタが爵位を継承した。

## 家族
1752年12月12日、バーバラ・サヴィル（Barbara Savile、1797年7月22日没、第7代準男爵サー・ジョージ・サヴィルの娘）と結婚、7男4女をもうけた。
- ジョージ（1753年9月22日 – 1807年9月5日） - 第5代スカーバラ伯爵[2]
- フランシス・バーバラ・ラッドロー（Frances Barbara Ludlow） - 夭折[6]
- リチャード（1757年4月3日 – 1832年6月17日） - 第6代スカーバラ伯爵[2]
- トマス・チャールズ（1758年[6] – 1782年9月3日） - 海軍士官、生涯未婚。戦列艦イシス（英語版）で戦死[2]
- ジョン（1760年6月15日 – 1835年2月24日） - 第7代スカーバラ伯爵[2]
- フレデリック（1761年10月17日 – 1831年9月20日） - 1786年2月20日、ハリエット・アン・ボディントン（Harriet Anne Boddington、1810年7月20日没、ジョン・ボディントンの娘）と結婚、1男フレデリックをもうけた。1819年3月25日、ジェーン・ブラッドビー（Jane Bradby、1825年6月9日没、ジェームズ・ブラッドビー提督の娘）と再婚、子供なし。第9代スカーバラ伯爵リチャード・ジョージ・ラムリー（英語版）の祖父[6]
- メアリー・アラベラ（Mary Arabella、1763年 – 1817年5月1日[6]） - 1792年6月12日、庶民院議員フランシス・フェランド・フォルジャンブ（英語版）（1750年1月17日 – 1814年11月13日）と結婚、子供なし[7]
- サヴィル・ヘンリー（1768年6月18日 – 1846年11月14日） - 1806年12月13日、メアリー・ヘンリエッタ・タワーディン（Mary Henrietta Tahourdin、1869年7月5日没、ヘンリー・タワーディンの娘）と結婚、子供なし[6]
- ウィリアム（英語版）（1769年8月28日 – 1850年12月15日） - 陸軍軍人。1804年10月3日、メアリー・サザーランド（Mary Sutherland、1807年7月没、トマス・サザーランドの娘）と結婚、子供なし。1817年3月3日、ルイーザ・マーガレット・コットン（Louis Margaret Cotton、1859年9月11日没、ジョン・ロビンズの娘、リンチ・コットンの未亡人）と再婚[6]
- ルイーザ（1773年 – 1811年） - 1798年2月26日、ウィンチコム・ヘンリー・ハートリー（Winchcombe Henry Hartley）と結婚[6]
- ソフィア（1777年 – 1832年） - 生涯未婚[6]